# Bataille de Madang
Campagnes des monts Finisterre et de la péninsule de Huon de la Seconde Guerre mondiale
Batailles
- Nadzab
- Kaiapit
- Dumpu
- Monticule John–Crête Trevor
- The Pimple
- Crête Shaggy
- Madang

- Scarlet Beach
- Finschhafen
- Sattelberg
- Wareo
- Long Island
- Sio
- Saidor
- Madang

La bataille de Madang, menée entre début février et fin avril 1944, est la phase de percée finale des campagnes des monts Finisterre et de la péninsule de Huon, qui font partie de la campagne plus large de Nouvelle-Guinée du théâtre du Pacifique Sud-Ouest de la Seconde Guerre mondiale. Après avoir vaincu les défenses japonaises autour de la crête Shaggy, les forces australiennes descendent les pentes abruptes des monts Finisterre et poursuivent les Japonais en retraite vers Bogadjim puis Madang sur la côte nord de la Nouvelle-Guinée. Ils rejoignent ensuite les forces américaines et australiennes qui ont avancé le long de la côte depuis la péninsule de Huon, tandis que les restes de trois divisions japonaises se retirent vers Wewak, où de nouveaux combats auront lieu à la fin de 1944 et en 1945.

## Contexte

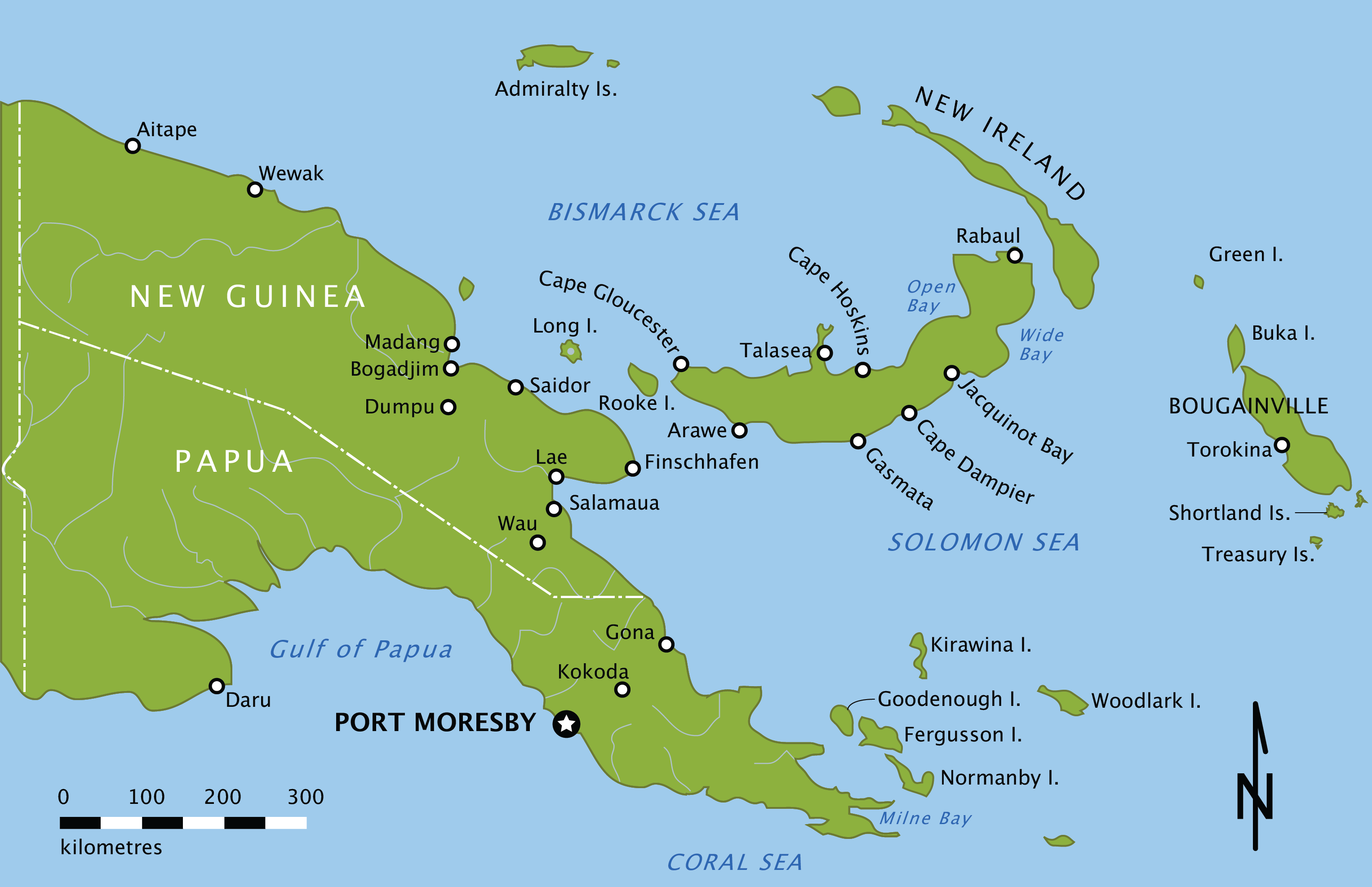
Carte de la région de la Nouvelle-Guinée et ses environs.

### Géographie
Située sur la côte nord-est de la Papouasie-Nouvelle-Guinée sur la péninsule de Schering, qui s'avance dans la partie nord de la baie de l'Astrolabe, Madang offre un port protégé en eau profonde ouvert à la communication par le détroit de Vitiaz et la mer de Bismarck. Établie comme capitale de la Nouvelle-Guinée allemande avant la Première Guerre mondiale, pendant l'administration allemande de la région, la ville de Madang était connue sous le nom de Friedrich-Wilhelmshafen. Après la guerre, la zone avait été placée sous administration australienne en 1920 et rebaptisée par la suite. La population d'avant-guerre de la région est estimée à environ 25 000 à 30 000 habitants autochtones dans la grande région de Madang, avec moins de 100 Asiatiques et environ 200 Européens. La population européenne a été en grande partie évacuée de la ville à la fin de 1941 et au début de 1942.
Le port est enclavé et situé dans une lagune qui s'étend entre le cap Barschtsch et la péninsule de Schering. Côté mer, elle est protégée par l'île de Kranket. Délimitée par les monts Adelbert à l'est et le cap Barschtsch au nord, la ville est située sur une bande côtière plate composée de zones marécageuses, de plantations et de zones herbeuses. Plus à l'intérieur des terres, la végétation se densifie, même si au moment de la bataille celle-ci s'avère praticable, notamment à pied. Le terrain est moins accidenté qu'aux monts Finisterre au sud. Il n'existe aucun éperon rocheux particulièrement élevé, bien que le terrain est plus difficile au nord de la rivière Gogol, qui se jette dans la baie d'Astrolabe à mi-chemin le long de la côte entre Bogadjim et Madang. Cette rivière, ainsi que plusieurs autres dont le Gori et le Palpa, forment des obstacles importants le long des approches sud de la ville.

### Situation stratégique
Madang est capturé par les Japonais début mars 1942, avec Lae et Salamaua dans le cadre d'opérations visant à établir une base clé à Rabaul. Après ces événements, les Japonais ont travaillé pour améliorer divers moyens de communication dans la région, y compris les routes, les installations portuaires et les aérodromes pour utiliser le port en eau profonde de Madang dans le cadre d'une base avancée, qui est établie autour de Madang et d'Alexishafen, à 14 km au nord, pour soutenir les forces dans la région de Salamaua-Lae. En 1943-1944, les forces australiennes et américaines commencent leurs actions offensives en Nouvelle-Guinée, après avoir endigué la vague de l'avancée japonaise pendant les combats de 1942. En septembre 1943, les Alliés ont sécurisé Lae et Nadzab. Peu de temps après, la 9e division débarque sur la péninsule de Huon et sécurise Finschhafen, défrichant l'intérieur des terres. En octobre 1943, le prochain objectif pour les Australiens est la crête Shaggy, une série de positions élevées sur la route intérieure de Dumpu à Madang, détenue par l'infanterie japonaise et soutenue par l'artillerie et le génie.
Après la défaite des Japonais lors de la bataille de la crête Shaggy fin janvier 1944, les restes du 78e régiment d'infanterie japonais, affecté à la 20e division du lieutenant général Shigeru Katagiri, faisant partie de la 18e armée du lieutenant général Hatazō Adachi, commencent une retrait des monts Finisterre et est chargé de se réorganiser autour de Madang et de mener des actions retardatrices. À peu près au même moment, la 51e division de Hidemitsu Nakano se retire à l'ouest le long de la côte depuis la région de Finschaffen, entreprenant une marche difficile pour contourner Saidor après le débarquement des troupes américaines. Ces mouvements font partie d'un retrait général qui verra les Japonais se déplacer au-delà du fleuve Sepik vers Aitape et Wewak, une division étant finalement envoyée à Hollandia.
Le retrait des troupes japonaises vers Madang permet aux forces de l'armée australienne de percer les positions japonaises dans les montagnes du Finisterre, qui ont retardé leur poussée vers le nord. Après une brève pause pour apporter des fournitures et pour faire tourner les troupes alors que la 11e division australienne sous le commandement du général de division Allan Boase remplace la 7e division de George Vasey, les Australiens avancent lentement sur les pentes accidentées et densément boisées des monts Finisterre, poursuivant les Japonais se repliant vers Bogadjim sur la côte nord, à environ 32 km de distance.
Pour l'avance, deux bataillons d'infanterie de la 15e brigade d'infanterie australienne – les 57e/60e et 58e/59e – sont chargés de pousser en avant de Kankiryo vers Madang via la rivière Mindjim, la baie d'Astrolabe et Bogadjim. Le troisième bataillon d'infanterie de la brigade, le 24e, est retenu en réserve en maintenant une position défensive autour de la crête Shaggy, tout en avançant également sur le flanc ouest des Australiens le long de la rivière Ramu vers Kesawai et Koropa. Au même moment, les troupes américaines avancent vers l'est depuis leur base autour de Saidor sur environ 64 km. Dans les étapes finales de la bataille, les troupes australiennes de la 8e brigade d'infanterie seront déplacées le long de la côte par la mer depuis Saidor.

## La bataille
Au début de la poursuite, les Australiens déploient des patrouilles à longue portée depuis le Finisterre, tandis que deux bataillons de la 32e division d'infanterie américaine débarque autour de la plantation de Yalau alors que les forces américaines avancent à l'est de Saidor. Ils mènent des opérations de patrouille autour de la côte à l'est et à l'ouest, combattant lors d'escarmouches mineures, et percent vers la plantation de Plantation et Yangalum, du côté est de l'avancée australienne avec l'intention de se rejoindre. Tout au long de février et mars, la 20e division japonaise se retire vers Madang, en combattant une série d'actions d'arrière-garde contre les Australiens avançant de Kankiryo. La marche s'avère difficile pour les troupes de la 15e brigade d'infanterie australienne qui progressent lentement vers Bogadjim, menant des percées agressives pour faire avancer leur position. Les Japonais renforcent leurs défenses autour de Bogadjim à ce moment-là, construisant une série d'avant-postes dans un rayon de 8 km au sud de la ville ; néanmoins, les patrouilles australiennes parviennent à les contourner et pénétrer vers la plantation d'Erima où les renseignements reçus des habitants indiquent de grandes concentrations de forces japonaises.
Après avoir repris la route ouest jusqu'à la rivière Ramu depuis le 24e bataillon d'infanterie, le 2/2e escadron de commandos avance jusqu'à Kesawai puis à Orgoruna, reliant le 57e/60e bataillon d'infanterie autour de Yaula le 4 avril. Avançant le long d'une route goudronnée construit par les Japonais, les Australiens se déplacent le long d'un axe délimité par la rivière Nuru et la rivière Kabenau. Les Japonais offrent une résistance acharnée, mais leur retraite permettra aux Australiens de se lier aux forces américaines autour de Rimba. Bogadjim est finalement atteinte le 13 avril. Pendant ce temps, une partie de la compagnie de transport divisionnaire de la 11e division est transportée par avion à Wantoat en réponse aux renseignements des patrouilles japonaises dans la région. Les troupes débarquées mènent un bref engagement avec une vingtaine de soldats japonais le 14 avril au cours duquel quatre Japonais sont tués et un Australien blessé. Les Australiens étendent ensuite leurs patrouilles vers le confluent des rivières Wantoat et Ikwap. Détectant un petit groupe se retirant vers le nord, ils retournent à Wantoat. Une patrouille ultérieure fait quatre Japonais prisonniers.

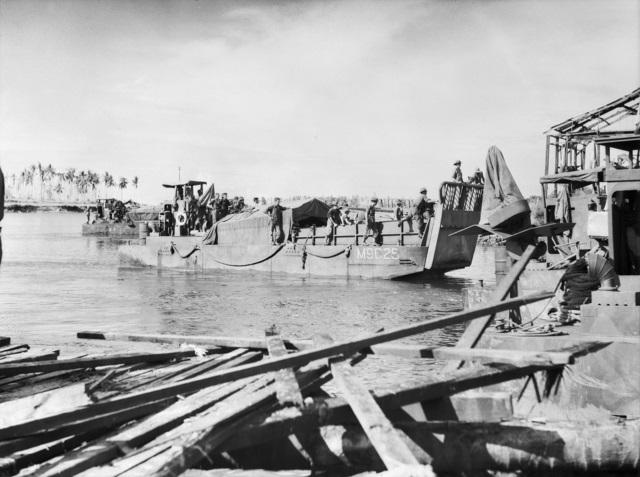
Les troupes de la 8e brigade d'infanterie australienne débarquent à Madang, le 24 avril 1944.

Les 57e/60e et 58e/59e bataillons d'infanterie ont massivement ratisser dans une vaste zone autour de la route de Bogadjim, joignant ensuite les troupes américaines autour de Sungum. Les Japonais se sont réorientés vers des positions à divers endroits, notamment Alibu, Rereo, Wenga, Redu et Kaliko. Pendant ce temps, un certain nombre d'actions de petites unités sont entreprises alors que les Japonais tentent de tendre une embuscade aux Australiens, ceux-ci cherchent à leur tour à infiltrer les positions japonaises. Le 22 avril, de grandes quantités de fournitures japonaises sont retrouvées abandonnées par une patrouille du 57e/60e alors qu'il devient clair que les Japonais se retirent de la région à la hâte.
À ce stade, le commandement australien détermine la nécessité d'une rotation des forces. Lorsque le commandant de la 15e brigade d'infanterie, le brigadier Heathcote Hammer (en) apprend que sa brigade doit être relevée par la 8e brigade d'infanterie du brigadier Claude Cameron (en), il s'efforce de pousser vers Madang en toute hâte, dans le but de la sécuriser avant que cet achèvement ne revienne à la 5e division du général de division Alan Ramsay. Le 24 avril, le 57e/60e bataillon d'infanterie recoit l'ordre de traverser la perfide rivière Gogol, un torrent d'eau au débit rapide grouillant de crocodiles. Le 57e/60e tente de déborder la rivière Gogol, envoyant une patrouille pour se lier à deux patrouilleurs de l'US Navy. Cependant, ils sont contrecarrés dans leur tentative d'atteindre Madang en premier lorsque des troupes de la 8e brigade d'infanterie, opérant à partir de péniches de débarquement américaines, débarquent autour d'Ort, à environ 6,5 km au sud de Madang, effectuant une liaison entre les 11e et 5e divisions. Avec l'aide du 532e régiment de navires et de rivage du génie, la 5e division a auparavant dégagé la côte Rai de Sio à Saidor, qui a été sécurisée en janvier – février 1944 par les forces américaines, qui tentaient de couper les forces japonaises se repliant de la péninsule de Huon.
Madang est ensuite prise les 24 et 25 avril par des troupes des 8e et 15e brigades d'infanterie, le 30e bataillon d'infanterie ouvrant la voie vers l'aérodrome, avançant le long de la partie nord de la baie d'Astrolabe pour sécuriser Madang, offrant aux Alliés l'utilisation d'un port en eau profonde, tandis qu'un peloton du 57e/60e pénètre dans la ville. La résistance dans la ville est presque inexistante. Plusieurs obus d'artillerie sont tirés par les défenseurs japonais sur les Australiens avançant, mais les obus atterrissent bien à l'écart de leur cible. Ils sont suivis d'une courte rafale de tirs de mitrailleuses imprécis. Un petit groupe de traînards japonais se disperse en apercevant le peloton australien. Peu de temps après, le quartier général de la 8e brigade d'infanterie entre dans le port de Madang à bord de plusieurs péniches de débarquement, escortées par le destroyer Vendetta et la corvette Bundaberg (en).
Le lendemain, jour de l'Anzac Day, voit les Australiens consolider leur position autour de Madang. Un débarquement de suivi est effectué par le 37e/52e bataillon d'infanterie sur l'île de Karkar. Pendant ce temps, le 35e bataillon d'infanterie sécurise une grande quantité de magasins japonais abandonnés dans la baie d'Hansa et mène des patrouilles vers le fleuve Sepik. Le Bundaberg débarque également un groupe de marins sur l'île de Sek, appuyé d'un lourd bombardement qui anéantit un petit groupe de défenseurs japonais. Le 30e capture le port d'eau profonde d'Alexishafen le jour suivant, subissant plusieurs incidents impliquant des engins explosifs improvisés laissés le long de la route par les Japonais en retrait. De plus, de grandes quantités de matériel militaire japonais sont également découverts.

## Conséquences

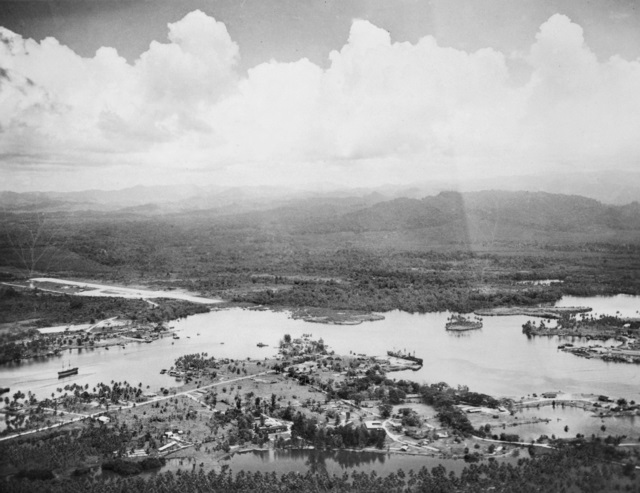
Port de Madang, octobre 1945.

Avec la capture de Madang, les Alliés ont finalement sécurisé efficacement la péninsule de Huon, mettant fin à la fois aux campagnes de la péninsule de Huon et de la vallée de Markham. Pour les Australiens, l'avancée à travers les vallées de Markham, Ramu et Faria s'est avérée être un dur labeur. Les pertes de la 7e division entre le 18 septembre 1943 et le 8 avril 1944 s'élèvent à 204 tués et 464 blessés. La maladie a fait des ravages encore plus importants avec 13 576 membres du personnel évacués. En dépit de ces pertes, la campagne est, dans les mots de l'historien Eustace Keogh, « une performance impressionnante, caractérisée par l'énergie, la détermination et la planification saine ». Combattant avec des ressources limitées, les avancées de l'armée australienne ont été menées tactiquement et opérationnellement en tenant compte des leçons apprises aux combats autour de Kokoda et Buna-Gona en 1942 et au début de 1943. Les estimations japonaises de leurs propres pertes indiquent 800 tués, 400 blessés et 800 morts de maladie.
Au lendemain de la campagne, la 5e division australienne est chargée de fournir une force de garnison pour la côte nord-est de la Nouvelle-Guinée, patrouillant dans la zone autour de Madang, qui sera construite comme base avec l'intention de pouvoir fournir 35 000 hommes pour les opérations ultérieures. Pendant ce temps, le gros des troupes de combat australiennes de première ligne est retiré en Australie pour se reposer et se réorganiser. L'engagement des troupes américaines de la 32e division dans les combats autour de Saidor — couplé avec l'envoi de la 41e division américaine à la campagne de Salamaua plus tôt en 1943 — représente un changement dans la stratégie alliée de donner aux Australiens l'autonomie des opérations en Nouvelle-Guinée et du début de 1944 jusqu'à la fin de la guerre, l'armée américaine assumera la responsabilité principale des opérations offensives dans le Pacifique.
La 18e armée japonaise reçoit ensuite l'ordre de se retirer à Wewak fin mars ; alors que la 51e division se retire dans la région de Wewak, la 20e division tient la baie d'Hansa et la 41e division mènent des opérations d'arrière-garde autour de Madang tout au long du mois d'avril. Sévèrement épuisées, les trois divisions ne déploie qu'environ 20 000 soldats. À la fin de 1944, les troupes américaines effectue un débarquement à Aitape et commencent des opérations pour y isoler la garnison japonaise dans le cadre de la campagne de Nouvelle-Guinée occidentale, s'affrontant plus tard autour de la rivière Driniumor. Ils sont ensuite relevés à la fin de 1944 par les troupes australiennes de la 6e division, lancent la campagne d'Aitape-Wewak, luttant pour sécuriser l'aérodrome puis dégager les Japonais des zones intérieures, patrouillant dans les massifs montagneux de Torricelli et du Prince-Alexandre jusqu'à la fin de la guerre en août 1945. Pendant ce temps, les troupes de la 8e brigade d'infanterie demeurent dans la région de Madang jusqu'à la fin de la guerre.
Après la guerre, l'armée australienne décerne un honneur de bataille pour « Madang » au 30e bataillon d'infanterie pour son avance le long de la partie nord de la baie d'Astrolabe et sa capture ultérieure de Madang. Il s'agit de la seule unité à recevoir cet honneur.